# Vô tính luyến ái
Vô tính luyến ái (tiếng Anh: Asexuality) là sự không bị hấp dẫn tình dục, hoặc không hay ít quan tâm đến các hoạt động tình dục. Nó có thể được xem là sự không có, hoặc là một trong những xu hướng tính dục, bên cạnh dị tính, đồng tính, song tính và toàn tính. Đây cũng có thể là một thuật ngữ rộng hơn để chỉ một loạt các loại hình vô tính khác nhau. Một nghiên cứu năm 2004 cho thấy tỉ lệ người vô tính trong dân số Anh là 1%.
Vô tính khác với kiêng tình dục và sống độc thân ở chỗ cả hai dạng sau đều thuộc về hành vi và đến từ quan điểm cá nhân hay tôn giáo, trong khi vô tính là một thiên hướng tình dục và có khuynh hướng lâu dài hoặc vĩnh viễn. Một số người vô tính vẫn có hoạt động tình dục mặc dù thiếu ham muốn cũng như hấp dẫn tình dục bởi vì họ muốn làm thỏa mãn đối tác, để làm cho mình dễ chịu, để sinh con, hoặc vì một số lý do nào khác.
Sự chấp nhận vô tính như là một thiên hướng tình dục và là một lĩnh vực của nghiên cứu khoa học vẫn còn khá mới, bởi những nghiên cứu về mặt xã hội cũng như tâm lý học về chuyện này mới chỉ mới bắt đầu. Trong khi một vài nhà nghiên cứu khẳng định đây là một thiên hướng tình dục, số khác lại không xem như vậy.
Với đà phát triển của Internet và mạng xã hội, nhiều cộng đồng vô tính khác nhau đã được hình thành. Nổi tiếng nhất và đông đảo hơn cả là Asexual Visibility and Education Network (AVEN), thành lập năm 2001 bởi David Jay.

## Định nghĩa, tình trạng và những mối quan hệ
Do có sự khác nhau đáng kể giữa những người tự xem mình là vô tính cho nên vô tính có thể xem là một khái niệm rộng. Các nhà nghiên cứu nhìn chung coi vô tính là sự không cảm thấy hấp dẫn tình dục hoặc không quan tâm đến tình dục, nhưng các định nghĩa của họ thì khác nhau, đại loại như "các cá nhân có ít hoặc không có ham muốn tình dục, cảm thấy ít hoặc không thấy hấp dẫn tình dục, có ít hoặc không có hành vi tình dục; các mối quan hệ thuần túy lãng mạn không tình dục; hoặc kết hợp giữa không có ham muốn lẫn hành vi tình dục."
Asexual Visibility and Education Network (AVEN) định nghĩa người vô tính là "những ai không cảm thấy hấp dẫn tình dục" và phát biểu "một ít số ít sẽ nghĩ mình là vô tính trong một khoảng thời gian ngắn khi họ tìm hiểu giới tính thật sự của mình" và "không có một phép thử quỳ tím nào có thể xác định một người là vô tính hay không. Vô tính – như các thiên hướng khác, chỉ là một từ người ta dùng nhằm giúp xác định bản thân mình. Nếu tại thời điểm nào đó có ai đó thấy từ vô tính thích hợp để miêu tả mình thì chúng tôi khuyến khích họ sử dụng, chừng nào việc làm đó còn có ý nghĩa."
Một số người vô tính, dù không cảm thấy hấp dẫn tình dục từ bất cứ giới nào vẫn có thể tham gia vào các mối quan hệ lãng mạn thuần túy, trong khi số khác thì không. Một số xác nhận họ cảm thấy bị hấp dẫn tình dục nhưng không có khuynh hướng thực hiện chúng bởi họ không có ham muốn thực sự hoặc không thấy cần thiết phải tham gia vào. Một số hoàn toàn không có hoạt động tình dục lẫn phi tình dục (âu yếm, nắm tay...), trong khi số khác vẫn tham gia vào các hành vi phi tình dục. Một số hoạt động tình dục chỉ vì tò mò. Một số có thể thủ dâm để bản thân cảm thấy dễ chịu, số khác lại không thấy cần phải làm vậy.
Nói riêng về hoạt động tình dục, cộng đồng vô tính xem sự cảm thấy cần thiết hoặc muốn thủ dâm là một ham muốn tình dục, tách bạch khỏi hấp dẫn tình dục và không có nghĩa là có ham muốn; những người vô tính mà thủ dâm thường xem nó như một sản phẩm bình thường của cơ thể chứ không phải là dấu hiệu của bản năng tình dục ngấm ngầm, và một số thậm chí không thấy khoái cảm khi làm việc đấy. Một vài người nam vô tính không thể thực hiện việc xuất tinh và hoạt động thâm nhập tình dục là không thể đối với họ. Quan điểm của những người vô tính về việc hành vi tính dục cũng khác nhau: một vài không có ý kiến gì và có thể tham gia quan hệ tình dục vì đối tác của mình, số khác lại chống đối dữ dội, mặc dù nói chung họ không ghét những người khác vì việc quan hệ tình dục.

## Các dạng vô tính luyến ái
- Vô tính luyến ái hợp giới:

Cờ của cộng đồng người Vô tính vô ái

  - Vô tính dị ái (Heteroromantic Asexual hay Hetace): Không có hấp dẫn tình dục, nhưng có hấp dẫn lãng mạn với người khác giới/bản dạng giới
  - Vô tính đồng ái (Homoromantic Asexual hay Homoro-ace): Không có hấp dẫn tình dục, nhưng có hấp dẫn lãng mạn với người cùng giới/bản dạng giới
  - Vô tính song ái (Biromantic Asexual hay Biro-ace): Không có hấp dẫn tình dục, nhưng có hấp dẫn lãng mạn với hai giới/bản dạng giới
  - Vô tính toàn ái (Panromantic Asexual hay Panro-ace): Không có hấp dẫn tình dục, nhưng có hấp dẫn lãng mạn với mọi giới/bản dạng giới
  - Vô tính bán ái (Greyromantic Asexual hay Greyro-ace): Không có hấp dẫn tình dục, nhưng xu hướng lãng mạn nằm giữa hữu ái và vô ái
  - Vô tính vô ái (Aromantic Asexual hay Aroace, AA): Không có hấp dẫn tình dục, tình cảm lãng mạn với mọi giới/bản dạng giới
- Vô tính luyến ái chuyển giới: Vô tính và có bản dạng giới khác với giới tính sinh học của mình
- Vô tính luyến ái phi nhị nguyên giới: Vô tính và có bản dạng giới nằm ngoài hệ nhị nguyên giới.
  - Vô tính vô ái vô giới (Aroace Agender hay Aroaceage, AAA): Không có hấp dẫn về tình dục, tình cảm lãng mạn và có bản dạng giới là vô giới